# Walid al-Shihri

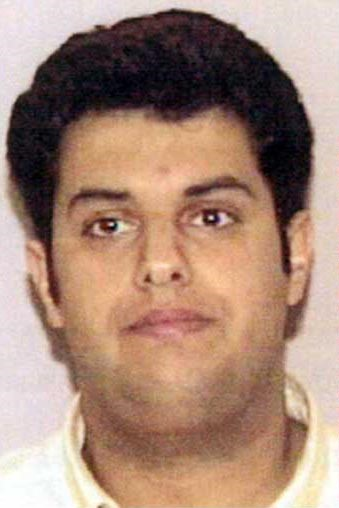
Walid al-Shihri

Walid al-Shihri (in arabo  وليد الشهري‎?; 'Asir, 20 dicembre 1978 – New York, 11 settembre 2001) è stato un terrorista saudita.

## Biografia
È stato un membro di Al Qaida e uno dei pirati dell'aria del volo American Airlines 11 che fu dirottato da terroristi islamisti appartenenti all'organizzazione fondata da Osāma bin Lāden per essere schiantato contro la prima torre del World Trade Center, nel quadro degli attentati dell'11 settembre 2001.
Nasce nella Provincia di 'Asir, una regione povera dell'Arabia Saudita al confine con lo Yemen, crescendo in una famiglia Wahhabita molto conservatrice: gli era infatti proibito guardare la televisione, avere accesso ad internet o contatti con le donne. In gioventù studia per diventare insegnante di scuola elementare, come il fratello Wail. Consegue la licenza di pilota presso la Embry-Riddle Aeronautical University nel 1997.
Conosciuto durante i preparativi come Abu Mus'ab, nel marzo 2000 si reca in un campo qaidista in Afghanistan per addestrarsi, insieme a suo fratello maggiore Wail. Proprio in questo periodo viene scelto insieme al fratello per partecipare agli attentati dell'11 settembre.

## Gli attacchi
La mattina dell'11 Settembre, alle 6:45, Walid, suo fratello Wail e Satam al-Suqami, arrivarono al Logan Airport di Boston, dove vennero selezionati per un controllo più approfondito dei bagagli, superato senza problemi.                                                                                                                                                                                                                Alle 7:40, tutti e cinque i terroristi erano a bordo del volo, che decollò alle 7:59 da Boston; Walid occupò il posto 2B. Intorno alle 8:14 iniziò il dirottamento: Mohamed Atta e Abdulaziz al-Omari entrarono in cabina di pilotaggio, uccidendo i piloti e prendendo i comandi dell'aeromobile, nel frattempo Walid, suo fratello Wail e Satam al-Suqami costringevano i passeggeri a spostarsi verso la coda dell'aereo, per non disturbare le operazioni di dirottamento.                                                                                                       
Alle 8:46:40, il volo American Airlines 11 si schiantò contro la Torre Nord del World Trade Center.